# São João (São Tomé)
São João é uma aldeia de São Tomé e Príncipe, localiza-se no distrito de Mé-Zóchi, ilha de São Tomé, próxima às localidades de Monte Café, São José, Nova Moca e de Bom Sucesso.